# Ross-Insel
Die Ross-Insel ist eine 2460 km² große vulkanische Insel im Rossmeer der Antarktis, nahe der Küste von Viktorialand. Sir James Clark Ross entdeckte sie 1841 bei seiner Antarktisexpedition; Robert F. Scott benannte diese Insel nach ihm. Ross benannte mit Mount Terror und Mount Erebus zwei der drei Vulkane auf der Insel nach seinen Schiffen Terror und Erebus. Der dritte Vulkan heißt Mount Bird und befindet sich auf der nördlichen Halbinsel, die am Kap Bird endet. Nur Mount Erebus ist heute noch aktiv.
Ebenfalls im Norden befindet sich Kap Tennyson, östlich davon liegt Kap Crozier. Dort beginnt das Ross-Schelfeis, das die Ross-Insel in Richtung Süden dauerhaft mit der Landmasse des Kontinents verbindet. Kap MacKay am südöstlichen Ausläufer der Insel befindet sich im Ross-Schelfeis. Westlich davon beginnt das Schelfeis an der Hut-Point-Halbinsel, deren südlichster Ausläufer Kap Armitage bildet. Dort befinden sich sowohl Neuseelands Antarktisstation Scott Base als auch die McMurdo-Station, die zum U.S. Antarctic Program gehört und die größte Antarktis-Siedlung darstellt. Auf der Westseite der Ross-Insel befinden sich in der Bucht McMurdo-Sund Kap Evans und Kap Royds.
Die Ross-Insel war die Ausgangsbasis mehrerer Expeditionen in die Antarktis, da sie die südlichste Insel ist, die von der See aus erreicht werden kann. Die drei Hütten, die Scott und Ernest Henry Shackleton während ihrer Expeditionen zu Beginn des 20. Jahrhunderts auf dieser Insel errichteten, sind noch immer erhalten.
1979 zerschellte Air-New-Zealand-Flug 901 am Nordhang des Mount Erebus, 257 Menschen kamen ums Leben. Ein Großteil des Flugzeugwracks befindet sich noch immer sichtbar am Hang des Berges.

## Bildergalerie

Orthographische Projektion
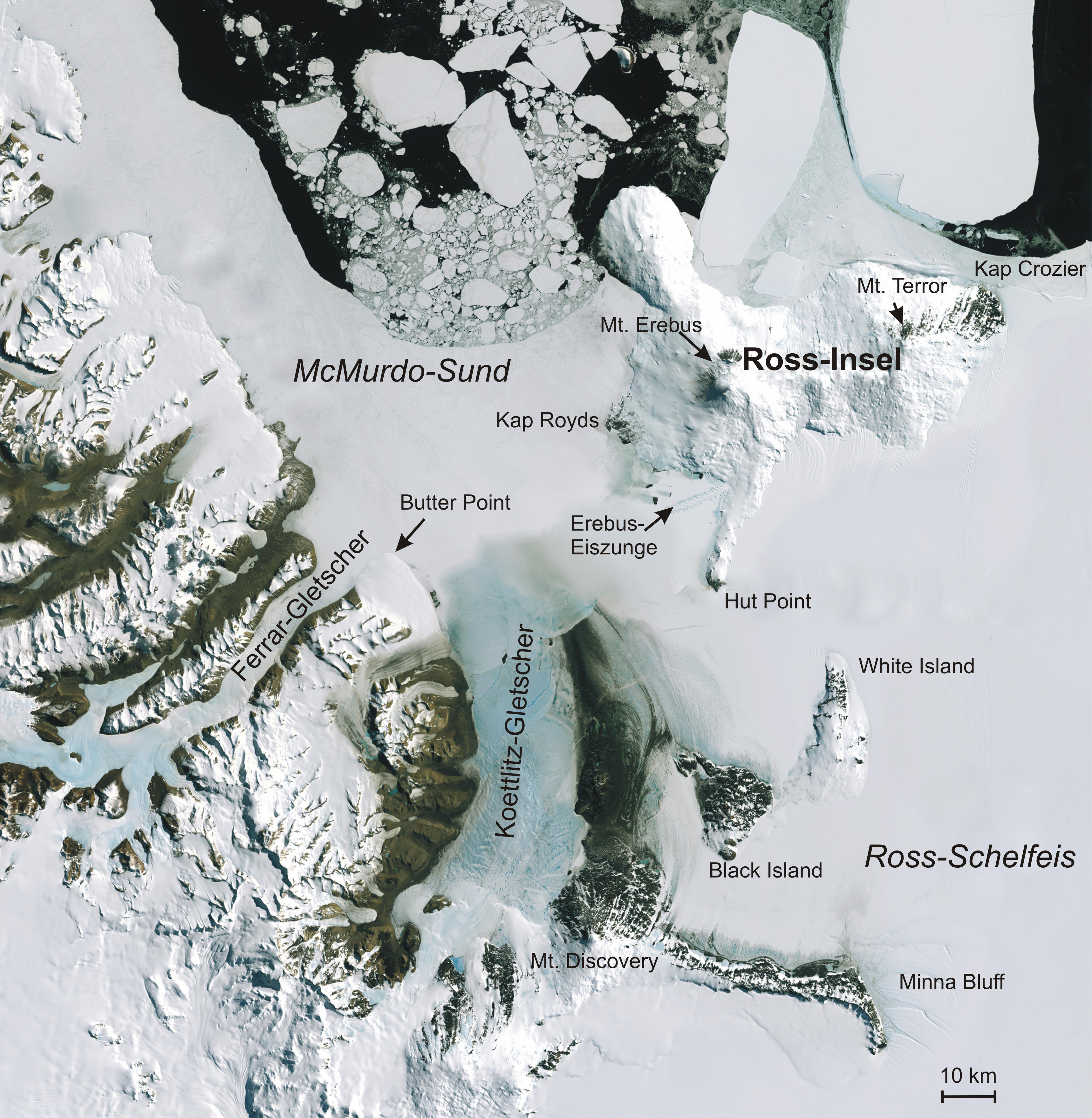
McMurdo-Sund und Ross-Insel
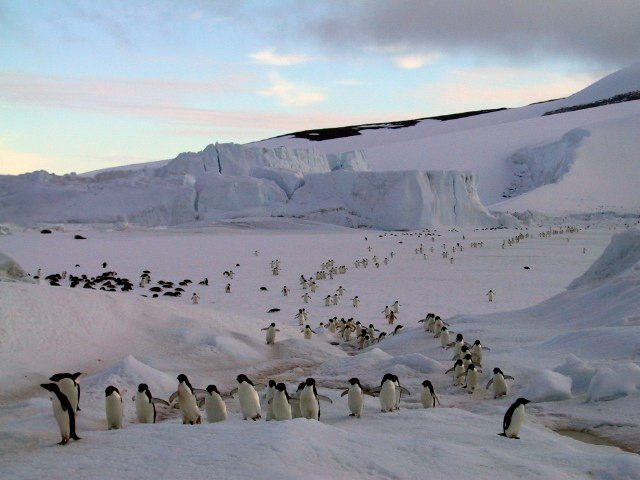
Adeliepinguine am Kap Crozier
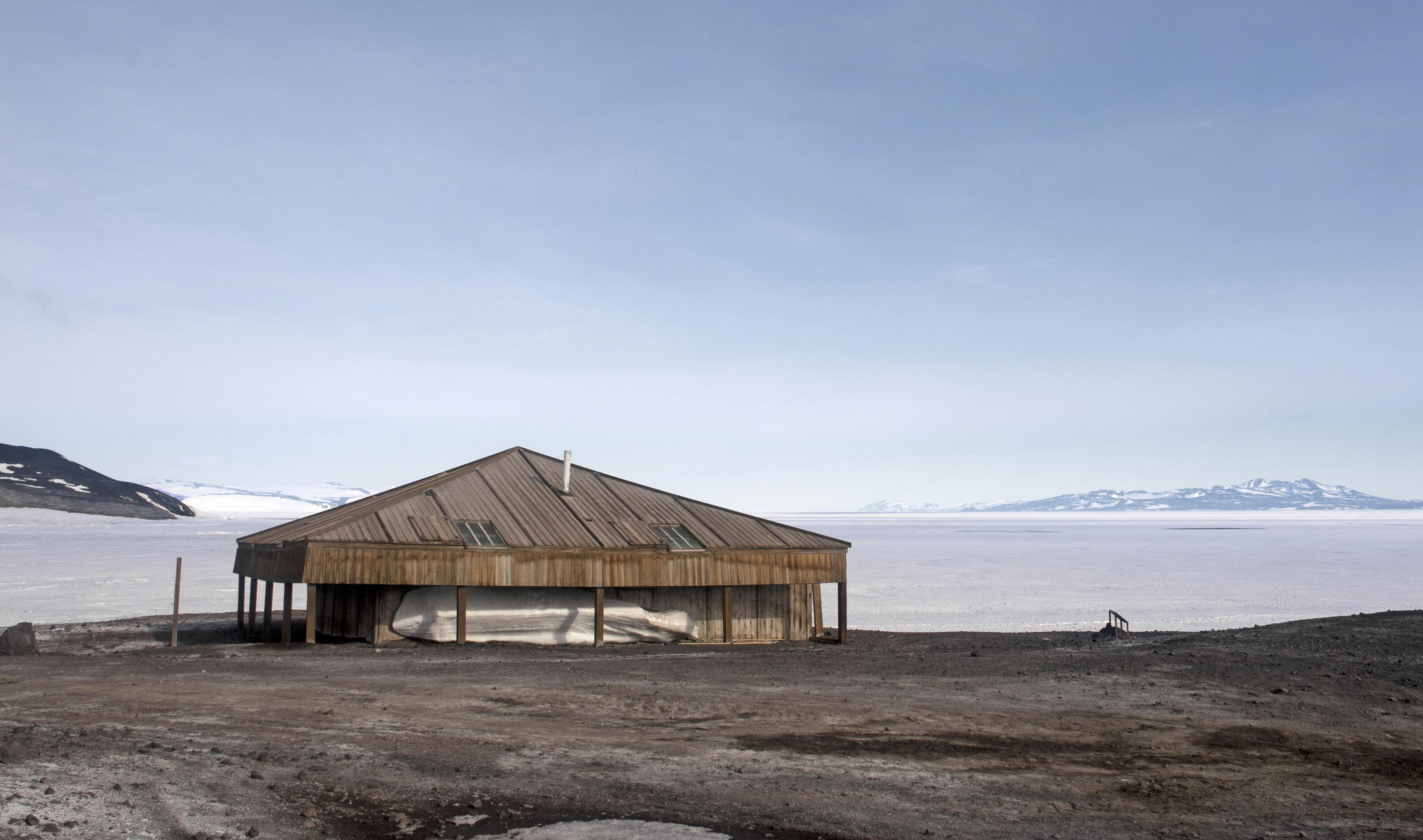
Scotts Hütte am Hut Point
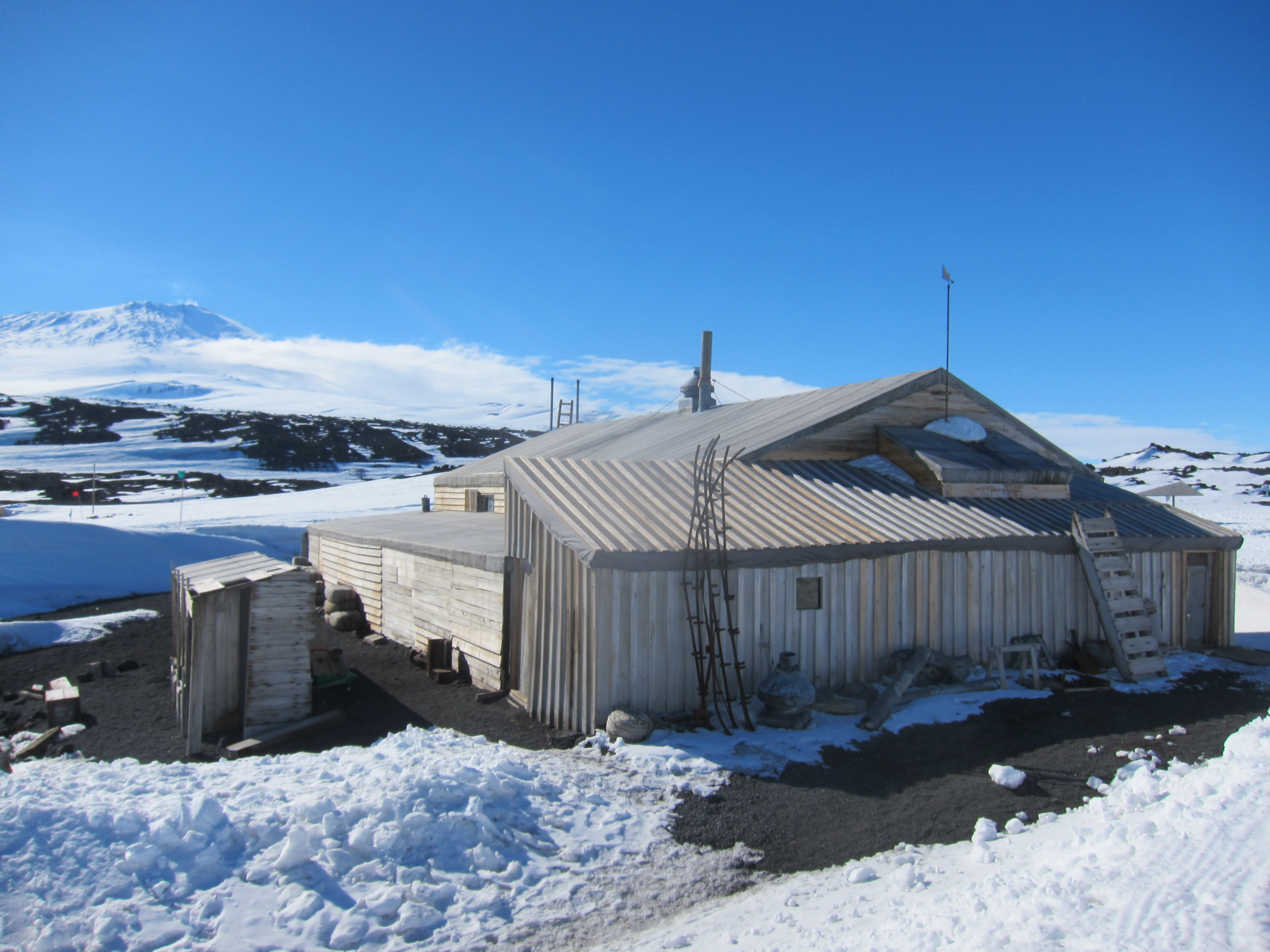
Scotts Hütte am Kap Evans
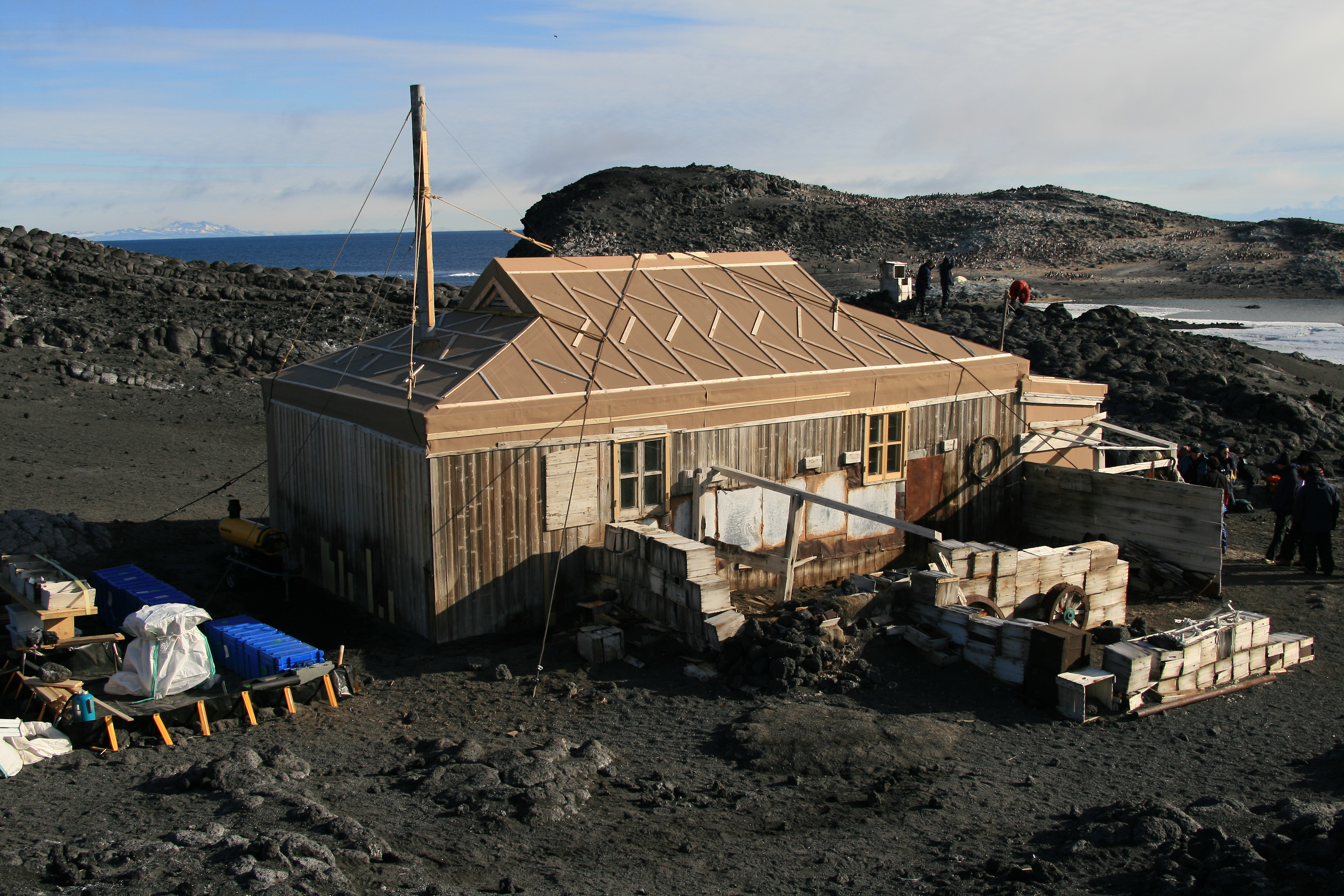
Shackletons Hütte am Kap Royds
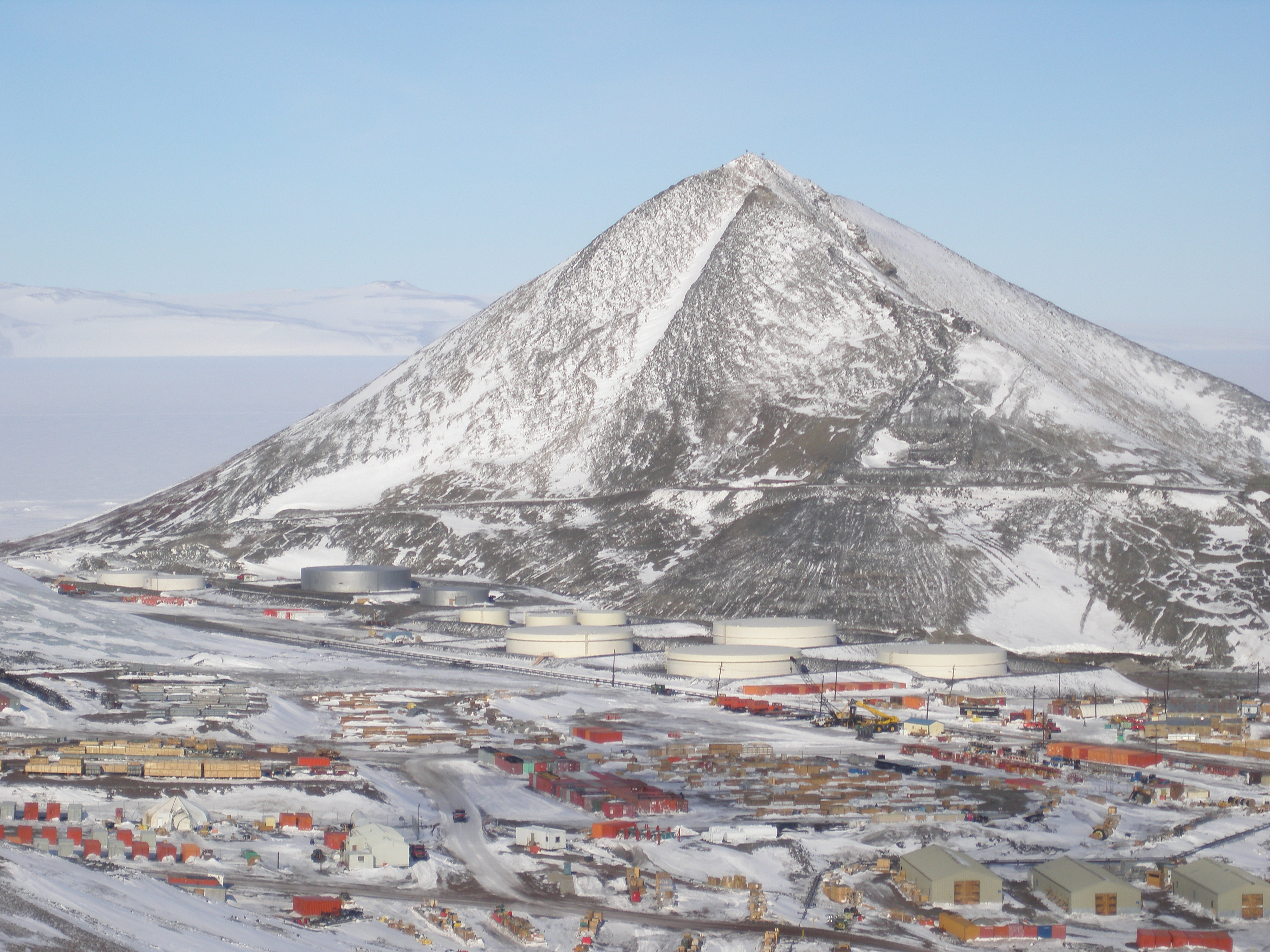
Die US-amerikanische McMurdo-Station
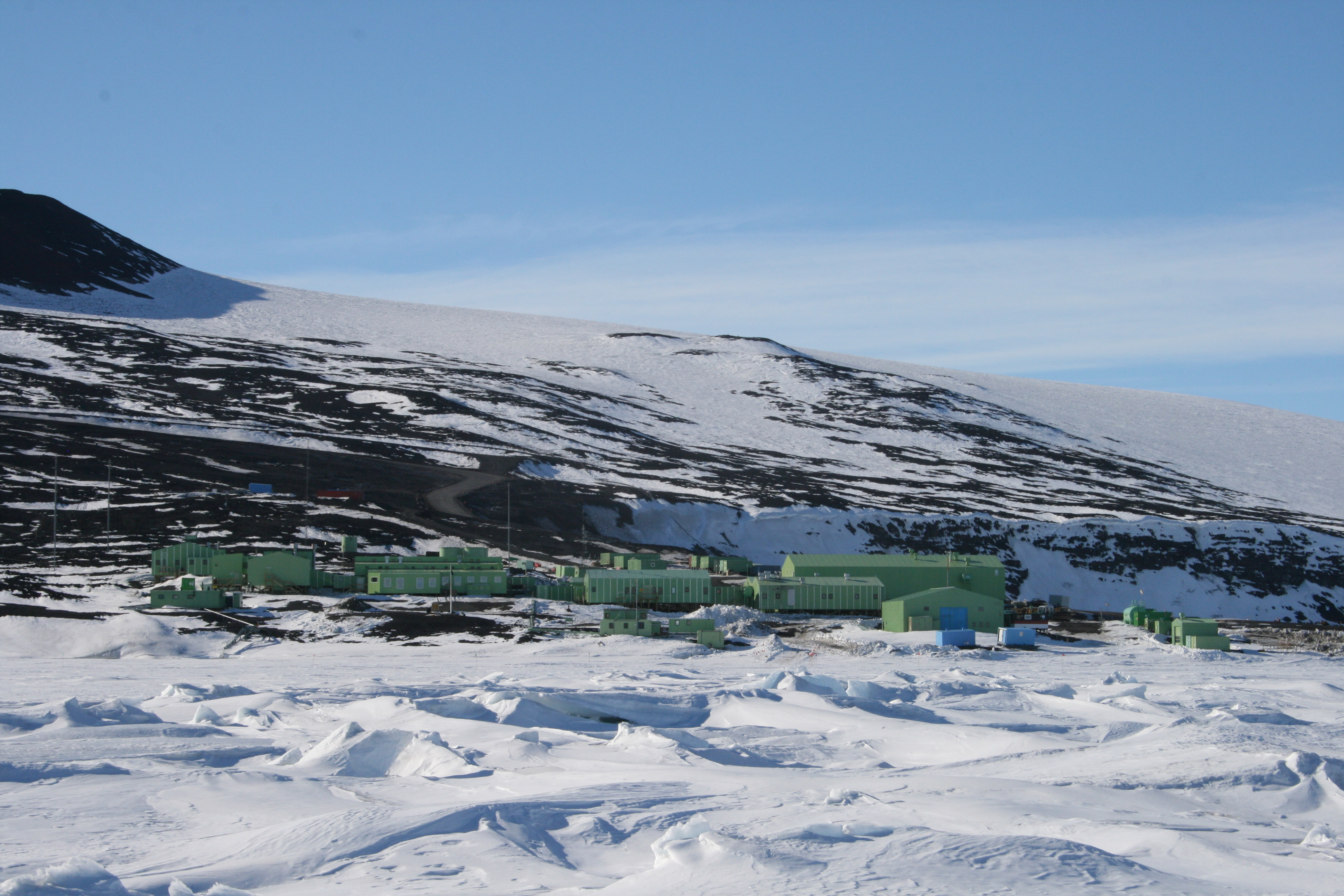
Die neuseeländische Scott Base
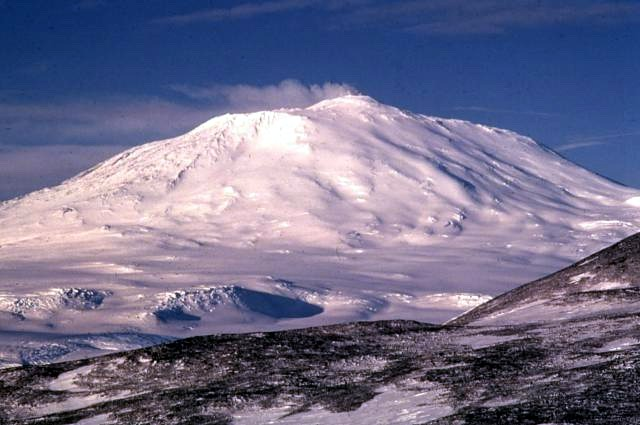
Mount Erebus, der höchste Vulkan der Ross-Insel